# Isao Hurusawa
Isao Hurusawa ( 古澤潔夫. 1916 - 3.marzo 2001 ) es un botánico y fisiólogo japonés. Ha desarrollado gran parte de su actividad científica y académica en el Jardín botánico, Facultad de Ciencias, Universidad de Tokio.

## Algunas publicaciones
- 1976. Mannigfaltigkeit der Chromosomenzahl bei der Gattung Euphorbia (Multiplicidad de las cuentas de cromosoma en el género Euphorbia). Beitrage zur Biologie der Pflanzen Beitr Biol Pflanz 1976, 52 (1/3) pp. 255-266

- 1975. Die Botanischen Garten Japans. Gartn.-Bot. Brief 45: 1530-1532

- 1973. Taxonomische Untersuchung der Gattung Cotoneaster (Rosaceen) auf karpologischer Grundlage. 47 pp.

- Shibaoka, H; I Hurusawa. 1964. Effect of Manganese ions on the IAA-induced elongation of Avena coleoptile sections inhibited by some organic acids. Plant and Cell Physiology 5 ( 3): 273-280

- 1954. Eine nochmalige Durchsicht des herkommlichen systems der Euphorbiaceen im weiteren Sinne. J Fac Sci Univ Tokyo Bot, 1954

- La abreviatura «Hurus.» se emplea para indicar a Isao Hurusawa como autoridad en la descripción y clasificación científica de los vegetales.[1]